# Adeu a les armes (pel·lícula de 1932)
Adeu a les armes (títol original en anglès: A Farewell to Arms) és una pel·lícula estatunidenca dirigida per Frank Borzage i estrenada l'any 1932. Es va doblar al català.

## Comentaris
Una de les ocasions en què Ernest Hemingway ha estat millor adaptat per al cinema. Es tracta d'un sòlid melodrama d'ambient bèl·lic amb un tractament elegantment romàntic. Les seves virtuts es posen de manifest per si soles, sobretot si es comparen amb la feble versió que Charles Vidor va dirigir el 1957.

## Repartiment
- Helen Hayes: Catherine Barkley
- Gary Cooper: Tinent Frederic Henry
- Adolphe Menjou: Coronel Rinaldi
- Mary Philips: Helen Ferguson
- Jack La Rue: Capellà
- Blanche Friderici: Infermera
- Mary Forbes: Miss Van Campen
- Gilbert Emery: Coronel anglès
- Henry Armetta: Bonello, conductor d'ambulància italià
- Doris Lloyd: Infermera

## Premis
- Oscar a la millor pel·lícula (nominada)[2]
- Oscar a la millor direcció artística (nominada)
- Oscar a la millor fotografia (guanyadora)
- Oscar al millor so (guanyadora)